# La Rioja (Argentina)
La Rioja je město v Argentině, nacházející se na úpatí hor Velasco Sierras, 1167 km severozápadně od Buenos Aires a 430 km západně od Córdoby. Je hlavním městem stejnojmenné provincie La Rioji, přičemž se nachází na východě provincie. Ve městě v roce 2010 žilo 180 995 obyvatel.

## Historie
Město bylo založeno v roce 1591 guvernérem provincie Tucumán.

## Partnerská města
- Bergamo, Itálie